# Ivan Dodig
Ivan Dodig (ur. 2 stycznia 1985 w Medziugoriu) – chorwacki tenisista, zwycięzca French Open 2015 i 2023 oraz Australian Open 2021 w grze podwójnej, a także French Open 2018 i 2019, Wimbledonu 2019 oraz Australian Open 2022 w grze mieszanej, srebrny medalista igrzysk olimpijskich w Tokio (2020) w grze podwójnej, zdobywca Pucharu Davisa 2018.

## Kariera tenisowa
Karierę tenisową rozpoczął w 2004 roku.
Wygrał w grze pojedynczej 2 turnieje rangi ATP Challenger Tour. W rozgrywkach rangi ATP Tour Chorwat w lutym 2011 roku odniósł triumf w Zagrzebiu. Po drodze wyeliminował m.in. Ivana Ljubičicia, Guillerma Garcíę Lópeza, a w finale wynikiem 6:3, 6:4 Michaela Berrera. W połowie czerwca tegoż samego roku Dodig doszedł do finału w ’s-Hertogenbosch, na nawierzchni trawiastej, jednak w meczu finałowym uległ Dmitrijowi Tursunowowi.
W grze podwójnej Dodig wygrał 24 turnieje rangi ATP Tour, w tym French Open 2015 i 2023 oraz Australian Open 2021, grając w parze z takimi partnerami jak: Mate Pavić, Marcelo Melo, Marcel Granollers, Rajeev Ram, Édouard Roger-Vasselin, Filip Polášek czy Austin Krajicek. Ponadto 30-krotnie przegrał finały w rozgrywkach deblowych ATP Tour, wliczając w to finały Wimbledonu 2013, French Open 2022 i igrzysk olimpijskich w Tokio (2020).
W 2016 Chorwat uczestniczył w przegranym finale gry mieszanej French Open, a jego partnerką była Sania Mirza. W styczniu 2017 Dodig wspólnie z Mirzą przegrali finał Australian Open. W czerwcu 2018 odniósł premierowe zwycięstwo w mikście, podczas French Open, partnerując Latishi Chan, z którą w finale pokonał parę Gabriela Dabrowski–Mate Pavić 6:1, 6:7(5), 10–8. Rok później obronili tytuł, pokonując tego samego miksta 6:1, 7:6(5). Trzeci mikstowy tytuł para Chan–Dodig wygrała podczas Wimbledonu 2019. Kolejne turniejowe zwycięstwo odniósł w 2022 roku podczas Australian Open, w którym partnerowała mu Kristina Mladenovic.
W 2012 roku zagrał na igrzyskach olimpijskich w Londynie. Z rywalizacji singlowej odpadł w 1. rundzie, natomiast w turnieju deblowym awansował razem z Marinem Čiliciem do ćwierćfinału. Na igrzyskach wystąpił ponownie w Tokio (2020). W grze podwójnej razem z Čiliciem awansowali do finału, w którym przegrali z Mekticiem i Paviciem. W grze mieszanej wspólnie z Dariją Jurak odpadli w pierwszej rundzie.
Od 2002 roku reprezentuje Chorwację w Pucharze Davisa. W 2016 osiągnął z zespołem narodowym finał, w którym Chorwaci przegrali 2:3 z Argentyną. Dodig zdobył punkt w meczu deblowym wspólnie z Marinem Čiliciem. Podczas edycji z 2018 roku Chorwaci, w składzie z Dodigiem, sięgnęli po końcowe zwycięstwo, w finale wygrywając 3:1 z Francją.
Najwyżej w rankingu ATP singlistów zajmował 29. miejsce (7 października 2013), a w rankingu deblistów 2. pozycję (11 września 2023).

### Finały w turniejach ATP Tour
| Legenda                                      |
| -------------------------------------------- |
| Wielki Szlem                                 |
| Igrzyska olimpijskie                         |
| Tennis Masters Cup / ATP Finals              |
| ATP Masters Series / ATP Tour Masters 1000   |
| ATP International Series Gold / ATP Tour 500 |
| ATP International Series / ATP Tour 250      |

#### Gra pojedyncza (1–1)
| Końcowy wynik | Nr | Data            | Turniej          | Nawierzchnia  | Przeciwnik       | Wynik finału |
| ------------- | -- | --------------- | ---------------- | ------------- | ---------------- | ------------ |
| Zwycięzca     | 1. | 6 lutego 2011   | Zagrzeb          | Twarda (hala) | Michael Berrer   | 6:3, 6:4     |
| Finalista     | 1. | 19 czerwca 2011 | ’s-Hertogenbosch | Trawiasta     | Dmitrij Tursunow | 3:6, 2:6     |

#### Gra podwójna (24–30)
| Końcowy wynik | Nr  | Data                 | Turniej                    | Nawierzchnia  | Partner                | Przeciwnicy                             | Wynik finału         |
| ------------- | --- | -------------------- | -------------------------- | ------------- | ---------------------- | --------------------------------------- | -------------------- |
| Finalista     | 1.  | 5 lutego 2012        | Zagrzeb                    | Twarda (hala) | Mate Pavić             | Markos Pagdatis Michaił Jużny           | 2:6, 2:6             |
| Finalista     | 2.  | 26 lutego 2012       | Memphis                    | Twarda (hala) | Marcelo Melo           | Maks Mirny Daniel Nestor                | 6:4, 5:7, 7–10       |
| Finalista     | 3.  | 10 lutego 2013       | Zagrzeb                    | Twarda (hala) | Mate Pavić             | Julian Knowle Filip Polášek             | 3:6, 3:6             |
| Finalista     | 4.  | 6 lipca 2013         | Wimbledon, Londyn          | Trawiasta     | Marcelo Melo           | Bob Bryan Mike Bryan                    | 6:3, 3:6, 4:6, 4:6   |
| Zwycięzca     | 1.  | 13 października 2013 | Szanghaj                   | Twarda        | Marcelo Melo           | David Marrero Fernando Verdasco         | 7:6(2), 6:7(6), 10–2 |
| Finalista     | 5.  | 20 kwietnia 2014     | Monte Carlo                | Ceglana       | Marcelo Melo           | Bob Bryan Mike Bryan                    | 3:6, 6:3, 8–10       |
| Finalista     | 6.  | 10 sierpnia 2014     | Toronto                    | Twarda        | Marcelo Melo           | Alexander Peya Bruno Soares             | 4:6, 3:6             |
| Finalista     | 7.  | 5 października 2014  | Tokio                      | Twarda        | Marcelo Melo           | Pierre-Hugues Herbert Michał Przysiężny | 3:6, 7:6(3), 5–10    |
| Finalista     | 8.  | 16 listopada 2014    | Londyn                     | Twarda (hala) | Marcelo Melo           | Bob Bryan Mike Bryan                    | 7:6(5), 2:6, 7–10    |
| Zwycięzca     | 2.  | 28 lutego 2015       | Acapulco                   | Twarda        | Marcelo Melo           | Mariusz Fyrstenberg Santiago González   | 7:6(2), 5:7, 10–3    |
| Zwycięzca     | 3.  | 6 czerwca 2015       | French Open, Paryż         | Ceglana       | Marcelo Melo           | Bob Bryan Mike Bryan                    | 6:7(5), 7:6(5), 7:5  |
| Finalista     | 9.  | 9 sierpnia 2015      | Waszyngton                 | Twarda        | Marcelo Melo           | Bob Bryan Mike Bryan                    | 4:6, 2:6             |
| Zwycięzca     | 4.  | 8 listopada 2015     | Paryż                      | Twarda (hala) | Marcelo Melo           | Vasek Pospisil Jack Sock                | 2:6, 6:3, 10–5       |
| Finalista     | 10. | 25 czerwca 2016      | Nottingham                 | Trawiasta     | Marcelo Melo           | Dominic Inglot Daniel Nestor            | 5:7, 6:7(4)          |
| Zwycięzca     | 5.  | 31 lipca 2015        | Toronto                    | Twarda        | Marcelo Melo           | Jamie Murray Bruno Soares               | 6:4, 6:4             |
| Zwycięzca     | 6.  | 21 sierpnia 2016     | Cincinnati                 | Twarda        | Marcelo Melo           | Jean-Julien Rojer Horia Tecău           | 7:6(5), 6:7(5), 10–6 |
| Zwycięzca     | 7.  | 19 lutego 2017       | Rotterdam                  | Twarda (hala) | Marcel Granollers      | Wesley Koolhof Matwé Middelkoop         | 7:6(5), 6:3          |
| Finalista     | 11. | 21 maja 2017         | Rzym                       | Ceglana       | Marcel Granollers      | Pierre-Hugues Herbert Nicolas Mahut     | 6:4, 4:6, 3–10       |
| Zwycięzca     | 8.  | 30 lipca 2017        | Hamburg                    | Ceglana       | Mate Pavić             | Pablo Cuevas Marc López                 | 6:3, 6:4             |
| Finalista     | 12. | 13 sierpnia 2017     | Montreal                   | Twarda        | Rohan Bopanna          | Pierre-Hugues Herbert Nicolas Mahut     | 4:6, 6:3, 6–10       |
| Zwycięzca     | 9.  | 29 października 2017 | Bazylea                    | Twarda (hala) | Marcel Granollers      | Fabrice Martin Édouard Roger-Vasselin   | 7:5, 7:6(6)          |
| Finalista     | 13. | 5 listopada 2017     | Paryż                      | Twarda (hala) | Marcel Granollers      | Łukasz Kubot Marcelo Melo               | 6:7(3), 6:3, 6–10    |
| Zwycięzca     | 10. | 6 maja 2018          | Monachium                  | Ceglana       | Rajeev Ram             | Nikola Mektić Alexander Peya            | 6:3, 7:5             |
| Finalista     | 14. | 26 maja 2018         | Genewa                     | Ceglana       | Rajeev Ram             | Oliver Marach Mate Pavić                | 6:3, 6:7(3), 9–11    |
| Zwycięzca     | 11. | 30 września 2018     | Chengdu                    | Twarda        | Mate Pavić             | Austin Krajicek Jeevan Nedunchezhiyan   | 6:2, 6:4             |
| Zwycięzca     | 12. | 10 lutego 2019       | Montpellier                | Twarda (hala) | Édouard Roger-Vasselin | Benjamin Bonzi Antoine Hoang            | 6:4, 6:3             |
| Zwycięzca     | 13. | 25 maja 2019         | Lyon                       | Ceglana       | Édouard Roger-Vasselin | Ken Skupski Neal Skupski                | 6:4, 6:3             |
| Finalista     | 15. | 29 czerwca 2019      | Antalya                    | Trawiasta     | Filip Polášek          | Jonatan Erlich Artem Sitak              | 3:6, 4:6             |
| Zwycięzca     | 14. | 18 sierpnia 2019     | Cincinnati                 | Twarda        | Filip Polášek          | Juan Sebastián Cabal Robert Farah       | 4:6, 6:4, 10–6       |
| Zwycięzca     | 15. | 6 października 2019  | Pekin                      | Twarda        | Filip Polášek          | Łukasz Kubot Marcelo Melo               | 6:3, 7:6(4)          |
| Finalista     | 16. | 18 stycznia 2020     | Adelaide                   | Twarda        | Filip Polášek          | Máximo González Fabrice Martin          | 6:7(12), 3:6         |
| Finalista     | 17. | 27 września 2020     | Hamburg                    | Ceglana       | Mate Pavić             | John Peers Michael Venus                | 3:6, 4:6             |
| Finalista     | 18. | 12 stycznia 2021     | Antalya                    | Twarda        | Filip Polášek          | Nikola Mektić Mate Pavić                | 2:6, 4:6             |
| Zwycięzca     | 16. | 21 lutego 2021       | Australian Open, Melbourne | Twarda        | Filip Polášek          | Rajeev Ram Joe Salisbury                | 6:3, 6:4             |
| Finalista     | 19. | 30 lipca 2021        | Tokio                      | Twarda        | Marin Čilić            | Nikola Mektić Mate Pavić                | 4:6, 6:3, 6–10       |
| Finalista     | 20. | 27 sierpnia 2021     | Winston-Salem              | Twarda        | Austin Krajicek        | Marcelo Arévalo Matwé Middelkoop        | 7:6(5), 5:7, 6–10    |
| Finalista     | 21. | 9 stycznia 2022      | Adelaide                   | Twarda        | Marcelo Melo           | Rohan Bopanna Ramkumar Ramanathan       | 6:7(6), 1:6          |
| Zwycięzca     | 17. | 21 maja 2022         | Lyon                       | Ceglana       | Austin Krajicek        | Máximo González Marcelo Melo            | 6:3, 6:4             |
| Finalista     | 22. | 4 czerwca 2022       | French Open, Paryż         | Ceglana       | Austin Krajicek        | Marcelo Arévalo Jean-Julien Rojer       | 7:6(4), 6:7(5), 3:6  |
| Finalista     | 23. | 7 sierpnia 2022      | Waszyngton                 | Twarda        | Austin Krajicek        | Nick Kyrgios Jack Sock                  | 5:7, 4:6             |
| Finalista     | 24. | 16 października 2022 | Florencja                  | Twarda (hala) | Austin Krajicek        | Nicolas Mahut Édouard Roger-Vasselin    | 6:7(4), 3:6          |
| Zwycięzca     | 18. | 23 października 2022 | Neapol                     | Twarda        | Austin Krajicek        | Matthew Ebden John Peers                | 6:3, 1:6, 10–8       |
| Zwycięzca     | 19. | 30 października 2022 | Bazylea                    | Twarda (hala) | Austin Krajicek        | Nicolas Mahut Édouard Roger-Vasselin    | 6:4, 7:6(5)          |
| Finalista     | 25. | 6 listopada 2022     | Paryż                      | Twarda (hala) | Austin Krajicek        | Wesley Koolhof Neal Skupski             | 6:7(5), 4:6          |
| Finalista     | 26. | 14 stycznia 2023     | Adelaide                   | Twarda        | Austin Krajicek        | Marcelo Arévalo Jean-Julien Rojer       | walkower             |
| Zwycięzca     | 20. | 19 lutego 2023       | Rotterdam                  | Twarda (hala) | Austin Krajicek        | Rohan Bopanna Matthew Ebden             | 7:6(5), 2:6, 12–10   |
| Zwycięzca     | 21. | 2 kwietnia 2023      | Monte Carlo                | Ceglana       | Austin Krajicek        | Romain Arneodo Tristan-Samuel Weissborn | 6:0, 4:6, 14–12      |
| Zwycięzca     | 22. | 11 czerwca 2023      | French Open, Paryż         | Ceglana       | Austin Krajicek        | Sander Gillé Joran Vliegen              | 6:3, 6:1             |
| Zwycięzca     | 23. | 25 czerwca 2023      | Londyn (Queen’s)           | Trawiasta     | Austin Krajicek        | Taylor Fritz Jiří Lehečka               | 6:4, 6:7(5), 10–3    |
| Finalista     | 27. | 1 lipca 2023         | Eastbourne                 | Trawiasta     | Austin Krajicek        | Nikola Mektić Mate Pavić                | 4:6, 2:6             |
| Zwycięzca     | 24. | 4 października 2023  | Pekin                      | Twarda        | Austin Krajicek        | Wesley Koolhof Neal Skupski             | 6:7(12), 6:3, 10–5   |
| Finalista     | 28. | 2 marca 2024         | Dubaj                      | Twarda        | Austin Krajicek        | Tallon Griekspoor Jan-Lennard Struff    | 4:6, 6:4, 6–10       |
| Finalista     | 29. | 31 marca 2024        | Miami                      | Twarda        | Austin Krajicek        | Rohan Bopanna Matthew Ebden             | 7:6(3), 3:6, 6–10    |
| Finalista     | 30. | 9 listopada 2024     | Belgrad                    | Twarda (hala) | Skander Mansouri       | Jamie Murray John Peers                 | 6:3, 6:7(5), 9–11    |

#### Gra mieszana (4–2)
| Końcowy wynik | Nr | Data             | Turniej                    | Nawierzchnia | Partnerka           | Przeciwnicy                         | Wynik finału      |
| ------------- | -- | ---------------- | -------------------------- | ------------ | ------------------- | ----------------------------------- | ----------------- |
| Finalista     | 1. | 4 czerwca 2016   | French Open, Paryż         | Ceglana      | Sania Mirza         | Martina Hingis Leander Paes         | 6:4, 4:6, 8–10    |
| Finalista     | 2. | 29 stycznia 2017 | Australian Open, Melbourne | Twarda       | Sania Mirza         | Abigail Spears Juan Sebastián Cabal | 6:2, 6:4          |
| Zwycięzca     | 1. | 7 czerwca 2018   | French Open, Paryż         | Ceglana      | Latisha Chan        | Gabriela Dabrowski Mate Pavić       | 6:1, 6:7(5), 10–8 |
| Zwycięzca     | 2. | 7 czerwca 2019   | French Open, Paryż         | Ceglana      | Latisha Chan        | Gabriela Dabrowski Mate Pavić       | 6:1, 7:6(5)       |
| Zwycięzca     | 3. | 13 lipca 2019    | Wimbledon, Londyn          | Trawiasta    | Latisha Chan        | Jeļena Ostapenko Robert Lindstedt   | 6:2, 6:3          |
| Zwycięzca     | 4. | 28 stycznia 2022 | Australian Open, Melbourne | Twarda       | Kristina Mladenovic | Jaimee Fourlis Jason Kubler         | 6:3, 6:4          |

## Odznaczenia
- Order Księcia Branimira (2018)[1]